# 訐譙龍
訐譙龍（Gan Giau Long，常縮寫為G. G. Long）是一個以網路動畫與線上音樂下載登場的台灣卡通人物，首度出現是在2000年9月時，以「替人唱出心中的不滿」為主旨，在登場之後迅速走紅；在當時以年輕用戶群為主的網路族群中受到高度共鳴。

## 簡介
「訐譙」兩字的正確華語發音 jiéqiào（音同「潔俏」），訐譙龍的英文名字「Gan Giau Long」卻是從閩南語「姦撟」（kàn-kiāu）音譯而來。「姦撟」在閩南語中帶有「抱怨」、「咒罵」（通常是使用比較激烈的態度與粗俗的言詞）的意思，描述訐譙龍犀利、頗為愤世嫉俗的言詞特性。與稍早在網路上竄起的另外一個台灣卡通人物阿貴走可愛風格老少咸宜的作法不同，訐譙龍是個有著尖嘴小眼、長相頗為醜陋、聲音粗啞的卡通丑角，是由一家總部設於台北市南港區的「在線上網際股份有限公司」（CH1 Internet Co., Ltd.）所創造，由賴呈晉擔任創意總監及製作統籌，李鴻欽、卓宜彬、接接 JaeJae、黃聰毅繪製。
訐譙龍的故事最初是以線上下載的Flash動畫型式發表，後來又陸續推出了線上下載的動畫音樂錄影帶作品，故事主題主要是集中在批判、諷刺社會現況。由於用詞大量牽涉到粗俗暴力的用語，因此被當時主管媒體播放的行政院新聞局依《電視節目分級處理辦法》裁定為兒童不宜的輔導級作品，限制只能在午夜時段播出。除了以網路下載型態發表作品外，訐譙龍也推出了兩張專輯唱片與專書等傳統媒體介面的作品。訐譙龍的歌曲唱腔簡單、內容好笑，因此也成為非常受歡迎的KTV點播曲，曾經紅極一時，被認為是唱出了市井小民心聲的代言偶像。南華大學社會學研究所《網路社會學通訊期刊》第18期（2001年11月15日發刊）的〈流行文化資料整理〉評，訐譙龍「會在閱聽大眾中獲得共鳴，就在於其傳達了一種社會底層的吶喊，這種吶喊有點類似美國流行文化中的饒舌歌文化」。
不過，並不是所有對訐譙龍的意見都是正面的。2001年5月，訐譙龍推出一首單曲《老師不要打我的臉》，雖然這首歌原本是以反體罰教育為訴求，但因為裡面提及了一些帶有詛咒意味的俗諺（歌詞中的片段提到「小孩的媽媽是個老師，愛打學生的臉；生下的小孩——沒屁眼！」），結果造成教師團體與無肛症（一種罕見疾病，患者出生時就沒有肛門）患者家屬的強烈抗議。
由於訐譙龍的原創公司「在線上」營運不善，又因欲轉型開發線上遊戲而需籌措資金，在2004年4月22日至4月29日間，訐譙龍的全部著作版權曾被放到拍賣網站「eBay台灣」上，以新台幣1元的起價拍賣，但因結標價沒有突破預設底價而流標；同月，在線上結束營業。2004年8月1日，以個人名義買下訐譙龍的在線上總經理江長燮接任華義國際營運長，華義國際取得訐譙龍的使用權。

## 代言
當年訐譙龍的一炮而紅讓他受到各方矚目，曾有不少台灣廠商認定他的影響力而用他來代言商品，其中較知名者包括名牌食品與台新銀行等；連政府機構都看上他的宣傳力，例如在2001年初時替台北縣政府宣導禁止酒後駕車，或替國防部陸軍司令部代言新兵招募。除了台灣地區外，頂新國際集團也曾邀請訐譙龍替他們在中國大陸代言。

## 系列作品
除了陸續在推出的線上下載型態作品外，在傳統媒體介面上，訐譙龍曾推出包括兩張專輯唱片與一本專書等的產品，與一系列主題商品。值得一提的是，由於訐譙龍的作品中經常使用閩南語名辭與華語或英語結合成為一種新型態的雙關語，因此對於熟捻閩南語的消費者而言會覺得有趣；但對不懂閩南語的人來說，可能不容易理解其中的趣味之處。舉例來說，單曲《屎車》（sái-tshia）的名字起源於台語中的「駛車」（sái-tshia，「開車」之意），而英文歌名的《I Do Run》則是源自於閩南語中的「揬𡳞」（tu̍h-lān，「不爽」之意），都是結合閩南語的俗譯來製造笑點的語詞。

### 唱片專輯
《訐譙龍 網路歌神》，豐華唱片2001年發行，收錄曲目如下：
訐譙龍作詞、作曲、演唱/黃建昌
- 1. 訐譙頌
  2. 音樂課
  3. 屎車
  4. 不能說只能搞
  5. I Do Run
  6. 你不乖
  7. 老師不要打我的臉
  8. 垃圾車
  9. 兩村
  10. 瘋整眠
  11. 只要我心裡有你：此曲另有訐譙龍與卜學亮合唱的版本，收錄於卜學亮專輯唱片《我愛阿亮阿亮愛我》。

《愛情大小便》，智冠科技2002年7月發行，收錄曲目如下：
訐譙龍作詞、作曲、演唱/黃建昌
- 1. 愛情大小便
  2. 退火歌
  3. 高跟鞋
  4. 失業當自強
  5. 拳擊選手
  6. 閒閒來去七桃
  7. 007長針眼
  8. 嘻嘻哈哈過生日！
  9. 失戀快速復原新法
  10. 國歌（官場現形篇）

### Video CD
《WE是訐譙台》，木棉花國際2001年發行。

### 書籍
- 在線上網際股份有限公司 編，《訐譙龍來了！！》，時報出版2001年4月1日初版，ISBN 957133328X。
- 蘇莉婷 編著，《究極霹靂的CorelDRAW 10：訐譙龍乎你“畫”卡爽》，松崗電腦圖書資料2001年初版，ISBN 957223675X。
- 位元文化 作，《訐譙龍的Flash世界》，學貫行銷2001年初版，ISBN 9570321962。

### 電視動畫
- 年代MUCH台《訐譙一下》

## 外部連結

### 訐譙龍現象引發的討論
- 從「訐譙龍」與「壹週刊」談負面公關行銷
- iamasia研究顯示台灣本土動畫網站前景可期